# Oreochromis ndalalani
Alcolapia ndalalani là một loài cá thuộc họ Cichlidae. Nó là loài đặc hữu của Tanzania. Các môi trường sống tự nhiên của chúng là sông và suối nước ngọt.